# فلوريان ميتز
فلوريان ميتز (بالألمانية: Florian Metz)‏ (18 سبتمبر 1985 في النمسا - ) هو لاعب كرة قدم نمساوي في مركز الوسط. شارك مع منتخب النمسا تحت 21 سنة لكرة القدم. أما مع النوادي، فقد لعب مع أوستريا فيينا ولاسك لينتس ونادي ليفيرينج وSC Zwettl ‏.

## وصلات خارجية
- فلوريان ميتز على موقع قاعدة بيانات كرة القدم.إي يو (الإنجليزية)
- فلوريان ميتز على موقع عالم كرة القدم.نت (الإنجليزية)